# Thera djakonovi
Thera djakonovi là một loài bướm đêm trong họ Geometridae.